# Fulcaldea laurifolia
Fulcaldea laurifolia Poir. ex Lam., 1817 è una pianta della famiglia delle Asteraceae, endemica dell'Ecuador e del Perù.